# Dicopus enocki
Dicopus enocki är en stekelart som beskrevs av Doutt 1974. Dicopus enocki ingår i släktet Dicopus och familjen dvärgsteklar. Inga underarter finns listade i Catalogue of Life.